# 张家口经济技术开发区
张家口经济技术开发区，又名张家口经济开发区，是中国河北省张家口市的一个国家级经济技术开发区。该区成立于1992年11月，初名张家口市高新技术产业开发区，2015年1月4日更为现名。经开区总面积约148平方公里，常住人口25.7万人。2021年，国务院同意河北张家口经济开发区由省级开发区升级为国家级经济技术开发区。

## 行政区划
经开区托管下辖有4镇、2街道办，计39个行政村、24个社区居委会（其中10个为社区筹备处）。